# Przemysław Kuźkow
Przemysław Kuźkow (ur. 25 stycznia 1999 w Pruszkowie) – polski koszykarz występujący na pozycjach rozgrywającego lub rzucającego obrońcy, obecnie zawodnik Decka Pelplin.
30 lipca 2021 dołączył do I-ligowego zespołu Dzików Warszawa

## Osiągnięcia
Stan na 25 maja 2023, na podstawie, o ile nie zaznaczono inaczej.

### Seniorskie
Drużynowe
- Uczestnik rozgrywek FIBA Europe Cup (2019/2020)
- Mistrz I ligi (2023)[3]

Indywidualne
- Lider strzelców II ligi (2019)[4]

### Młodzieżowe
- Uczestnik mistrzostw Polski:
  - juniorów starszych (2018, 2019)
  - juniorów (2016, 2017)
  - kadetów (2015)
  - młodzików (2013)